# Man Down
A Man Down egy dal Rihanna barbadosi énekesnőtől, ötödik kislemezként jelent meg Loud című albumáról. Az Egyesült Államokban 2011. május 3-án debütált különböző rádiók műsorán, majd a lemez ötödik kislemezeként július 11-én jelent meg. A dal szövegét Shama Joseph, Timothy & Theron Thomas és Shontelle Layne írta, a producer Joseph volt. A Man Down pozitív kritikákat kapott, sokan Rihanna Karibi-stílusának visszatéréseként emlegették a felvételt. A dalhoz tartozó videóklip Anthony Mandler rendezésével készült, agresszív cselekménye miatt rengeteg negatív értékelést kapott a kisfilm. A szám a Loud Tour dallistáján is helyet kapott.

## Háttér

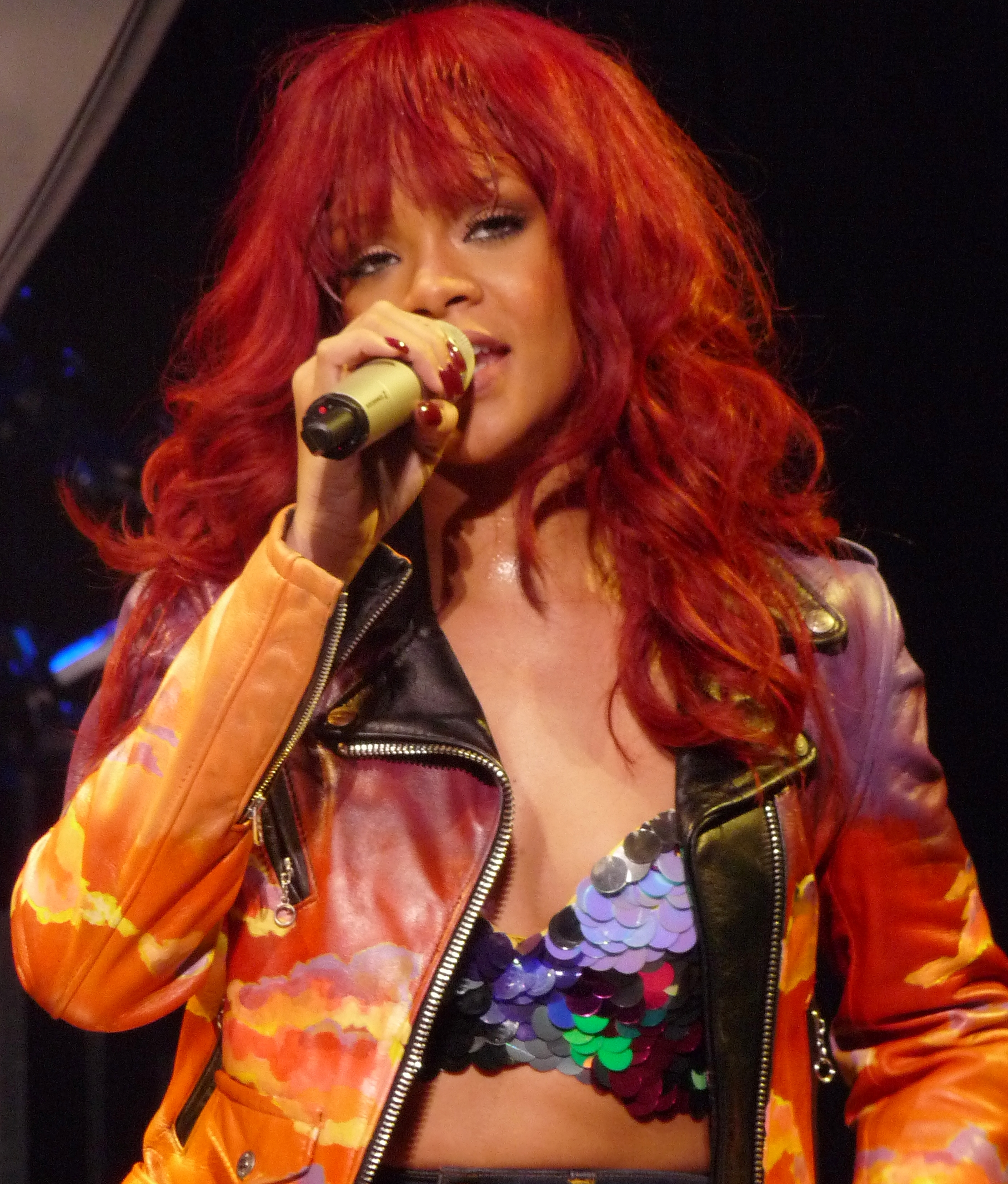
A dal helyet kapott a Loud Tour dallistáján.

2011 márciusában Rihanna rajongói segítségét kérte, hogy válasszák ki neki következő kislemezét az S&M után. A Cheers (Drink to That), Man Down, California King Bed és Fading című felvételek közül lehetett választani, a legnépszerűbbhöz videóklipet is ígért az énekesnő. Március 12-én született meg az eredmény: a California King Bed került ki győztesként, így ezt adta ki az album következő kislemezeként. Az Egyesült Államokban a Man Down előbb került a rádiók műsoraira. 2011. július 11-én Dániában, Hollandiában, Franciaországban és Svájcban jelent meg mint az album ötödik nemzetközi kislemeze. 2010 novemberében Rihanna egy interjú során így beszél a dalról:
"A reggae-zene rendkívül inspirál, lényem része, mióta csak megszülettem, és ennek hallgatásán nőttem fel. Ezt imádva lettem felnőtt. A kedvenc előadóim is a reggae műfajában jeleskedtek..."
A Man Down-t Shama Joseph, Timothy & Theron Thomas és Shontelle Layne írta. A szám erőteljesen a reggae műfaj jellegzetességeire épül.

## Videóklip
A dalhoz tartozó videóklipet 2011 áprilisában forgatta az énekesnő, Anthony Mandler rendezésében, aki a Take a Bow és Unfaithful munkálatai során már dolgozott Rihannával. 2011. május 1-jén a barbadosi híresség három képet osztott meg rajongóival a forgatásról Twitter fiókjával. A videó a 106 & Park nevezetű tévéműsoron debütált. Mandler május 16-án számolt be a videóról:
"A videót a múlt hónapban forgattuk Jamaicában és ez a kedvenc számom az énekesnőtől, szóval nagyon izgatott voltam. És ez csak egy szám azok közül, melyek erős vizualitást igényelnek, ráadásul teljesen rám bízott mindent. Úgy gondoltam, valami drámait és sokkolót várhattok, intenzívet, érzelmeset, felemelőt és tanulságosat."
Az énekesnő VEVO csatornájára június 1-jén került fel a kisfilm. A Parents Television Council (PTC) nevű szervezet kritizálta a videót: "rideg, kitervelt gyilkosság végrehajtása" miatt.

## Közreműködők
- Dalszövegíró – Shama Joseph, Timothy Thomas, Theron Thomas, Shontelle Layne
- Produkció – Shama Joseph
- Felvétel – Cary Clark
- Vokális produkció – Kuk Harrell
- Vokál felvétele – Kuk Harrell, Josh Gudwin, Marcos Tovar
- Vokál felvétele (asszisztens) – Bobby Campbell
- Keverés – Manny Marroquin
- Keverés (asszisztens) – Erik Madrid, hristian Plata

## Slágerlisták helyezések
| Slágerlista (2011)              | Legjobb helyezés |
| ------------------------------- | ---------------- |
| Belga kislemezlista (Flandria)  | 3                |
| Belga kislemezlista (Vallónia)  | 2                |
| Kanadai Hot 100 kislemezlista   | 63               |
| Cseh rádiós lista               | 22               |
| Francia kislemezlista           | 1                |
| Izlandi kislemezlista           | 25               |
| Olasz kislemezlista             | 8                |
| Holland top 40 kislemezlista    | 3                |
| Norvég kislemezlista            | 17               |
| Lengyel kislemezlista           | 4                |
| Román kislemezlista             | 6                |
| Dél-koreai Gaon kislemezlista   | 54               |
| Szlovák kislemezlista           | 37               |
| Svéd kislemezlista              | 39               |
| Svájci kislemezlista            | 9                |
| Svájci (Romandie) kislemezlista | 1                |
| UK R&B lista                    | 15               |
| Brit kislemezlista              | 54               |
| USA Billboard Hot 100 lista     | 59               |
| US Hot R&B/Hip-Hop Songs lista  | 9                |

## Megjelenések
| Ország           | Dátum              | Formátum           | Kiadó              |
| ---------------- | ------------------ | ------------------ | ------------------ |
| Egyesült Államok | 2011. május 3.     | Rádió              | Def Jam Recordings |
| Dánia            | 2011. július 11.   | Digitális letöltés | Universal Music    |
| Franciaország    | 2011. július 11.   | Digitális letöltés | Universal Music    |
| Hollandia        | 2011. július 11.   | Digitális letöltés | Universal Music    |
| Svájc            | 2011. július 11.   | Digitális letöltés | Universal Music    |
| Olaszország      | 2011. augusztus 5. | Rádió              | Universal Music    |

## Fordítás
Ez a szócikk részben vagy egészben  a   Man Down című angol Wikipédia-szócikk fordításán alapul.  Az eredeti cikk szerkesztőit annak laptörténete sorolja fel. Ez a jelzés csupán a megfogalmazás eredetét és a szerzői jogokat jelzi, nem szolgál a cikkben szereplő információk forrásmegjelöléseként.